# Saccolaimus peli
Saccolaimus peli es una especie de murciélago de la familia Emballonuridae.

## Distribución geográfica
Se encuentra en Angola Camerún, República del Congo, República Democrática del Congo Costa de Marfil, Guinea Ecuatorial Gabón Ghana Guinea, Kenia Liberia, Nigeria y Uganda.

## Hábitat
Su hábitat natural son:  zonas subtropicales o tropicalesbosques áridos y húmedos de tierras bajas.

## Estado de conservación
Se encuentra amenazada de extinción por la pérdida de su hábitat natural.